# Stade Serra-Dourada
 (avril 2025).
Le stade du gouvernement de l'État de Goiás, populairement connu sous le nom de stade Serra Dourada, est un stade de football situé à Goiânia au Brésil.
Parmi plusieurs clubs résidents, on trouve notamment le Goiás Esporte Clube qui y joue ses matchs à domicile.

## Histoire

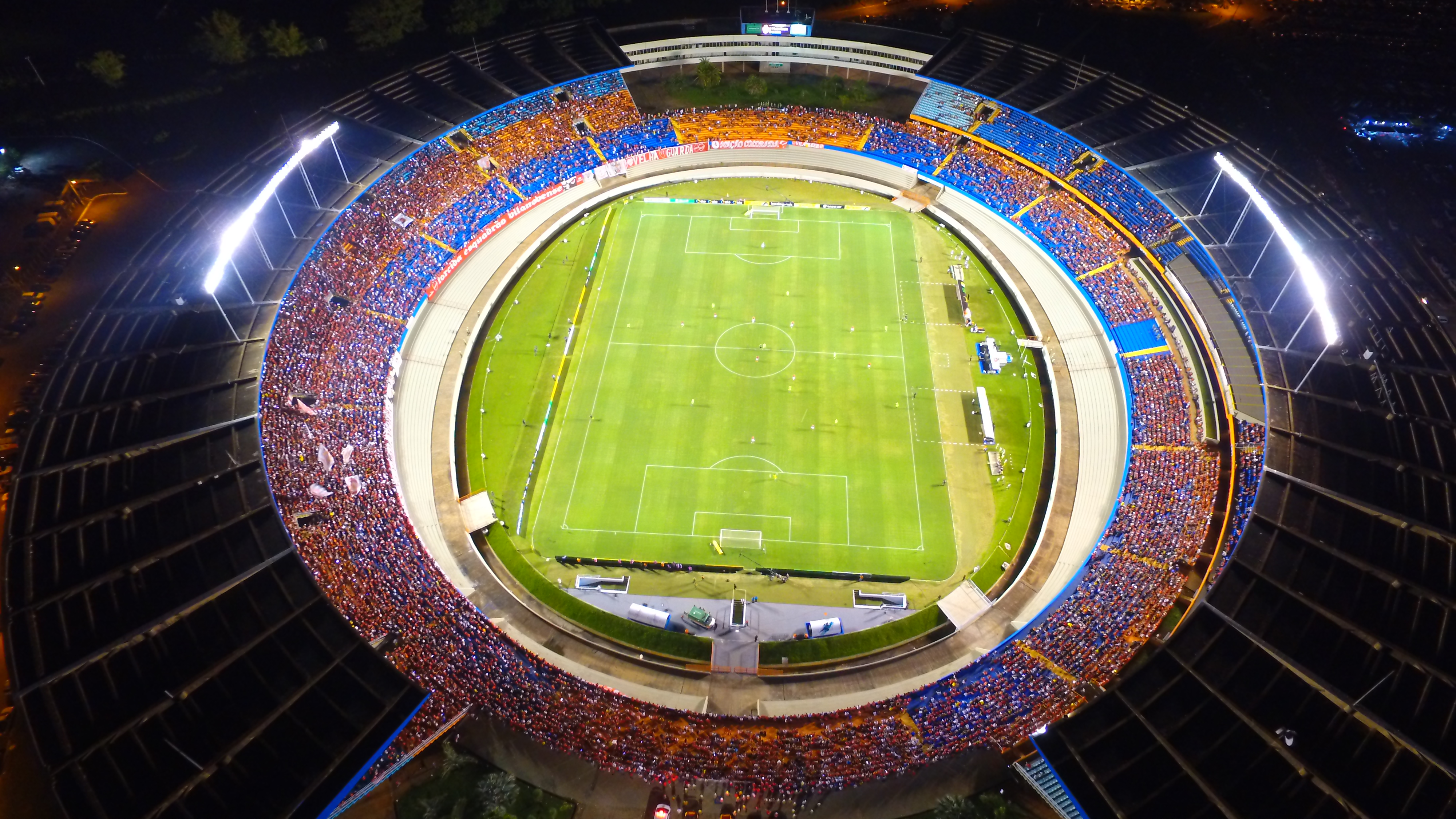
Vue aérienne

L'Estádio Serra Dourada à Goiânia, la capitale de l'État brésilien de Goiás tire son nom d'une chaîne de montagne au nord-ouest de la région. Le stade est achevé en 1975 et inauguré le 9 mars de la même année. Pour le premier match, une sélection de Goiás et l'équipe nationale portugaise de football se sont rencontrés lors d'un match amical, que Goiás a remporté 2-1 devant 79 610 spectateurs, ce qui est le record d'affluence à ce jour.
Depuis 1975, le stade est utilisé par les trois grands clubs de Goiânia. Cependant, Goiás EC, Atlético Goianiense et Vila Nova FC ont leurs propres stades plus petits, ils ne viennent donc à l'Estádio Serra Dourada que pour les matchs importants.
L'Estádio Serra Dourada a accueilli la Copa América 1989. Le stade était limité à cette époque à 22 000 places car seules les places assises étaient admises.